# Улрих IX фон Мач
Улрих IX фон Мач (на немски: Ulrich IX von Matsch; † между 7 декември 1480 и 12 март 1481) от фамилията „Мач“ е граф на Мач и Кирхберг (1419 – 1489) в Баден-Вюртемберг, ландесхауптман на Тирол (1471 – 1476).

## Биография
Фамилията Мач е стар благороднически род в Швейцария и Австрия. Те са фогти на Мач в Граубюнден. Дядо му Улрих IV фон Мач се жени 1366 г. за жена от Графство Кирхберг близо до Улм и затова носи титлата „граф фон Кирхберг“. По това време фамилията се нарича „фогт фон Мач“. Повечето от фамилията са ландесхауптман на Тирол.
Улрих IX фон Мач е син на Улрих VI фон Мач-Кирхберг, граф на Кирхберг († между 22 януари 1443 и 10 януари 1444) и съпругата му Барбара фон Щаркенберг († 1425/1430), вдовица на рицар Улрих фон Фройндсберг († сл. 1415), дъщеря на Зигмунд фон Щаркенберг († 1397/1403) и Осана фон Емс († сл. 1407). Внук е на граф Улрих IV фон Мач-Кирхберг († 1402), ландесхауптман фон Тирол (1361 – 1363), и графиня Агнес фон Кирхберг († 1401/1407), наследничка на Кирхберг, дъщеря на граф Вилхелм I фон Кирхберг († 1366) и принцеса Агнес фон Тек († 1384).
Сестра му Агнес фон Мач († сл. 1464) е омъжена за граф Хайнрих VII фон Верденберг-Зарганс-Зоненберг († сл. 1447) и пр. 25 юли 1455 г. за Улрих I фон Рехберг († 1458). Сестра му Утелхилд фон Мач се омъжва 1376 г. за граф Майнхард VI фон Горица († 1385). Полубрат е на Зигмунд фон Фройндсберг († сл. 13 юли 1444).
Последният граф от рода е синът му Гауденц фон Мач (1436 – 1504). Той е съветник на ерцхерцог Сигизмунд фон Хабсбург, регентът на Тирол и Предна Австрия. През 1487 г. Гауденц фон Мач попада в немилост и като беглец собствеността му е конфискувана и заложена.
Фамилията фон Мач изчезва през 1510 г. Повечето собствености на род Мач в днешен Южен Тирол отиват на „фрайхерен фон Трап“, където е омъжена дъщеря му Барбара фон Мач.

## Фамилия
Улрих VI фон Мач се жени пр. 1436 г. за Агнес фон Кирхберг († 1472), дъщеря на граф Еберхард VI фон Кирхберг († 1440) и графиня Агнес фон Верденберг-Хайлигенберг-Блуденц († 1436). Те имат четири деца:

- Гауденц фон Мач (* ок. 1436; † 24 април 1504), хауптман на Тирол 1478 – 1482, дворцов майстер и фелдхауптманн през Венецианската война 1486 г.; последен граф от рода, женен 1479 г. за Иполита ди Симонета († сл. 1497), дъщеря на Миланския канцлер Цеко Симонета. Баща е на три незаконни дъщери и един незаконен син.
- Кунигунда фон Мач († 19 април/май 1469), фогт на Мач, омъжена пр. 1436 или пр. 24 февруари 1462 г. за граф Конрад фон Фюрстенберг († 24 април 1484)
- Катарина фон Мач († сл. 1484), омъжена 1460/1480 г. за граф Зигмунд I фон Лупфен-Щюлинген, ландграф фон Щюлинген (* пр. 1430; † 1494)
- Барбара фон Мач († пр. 1474/18 април 1504 в Болцано), омъжена за Якоб IV Трап († 17 август 1475 в Болцано)